# PKP řada Tp2

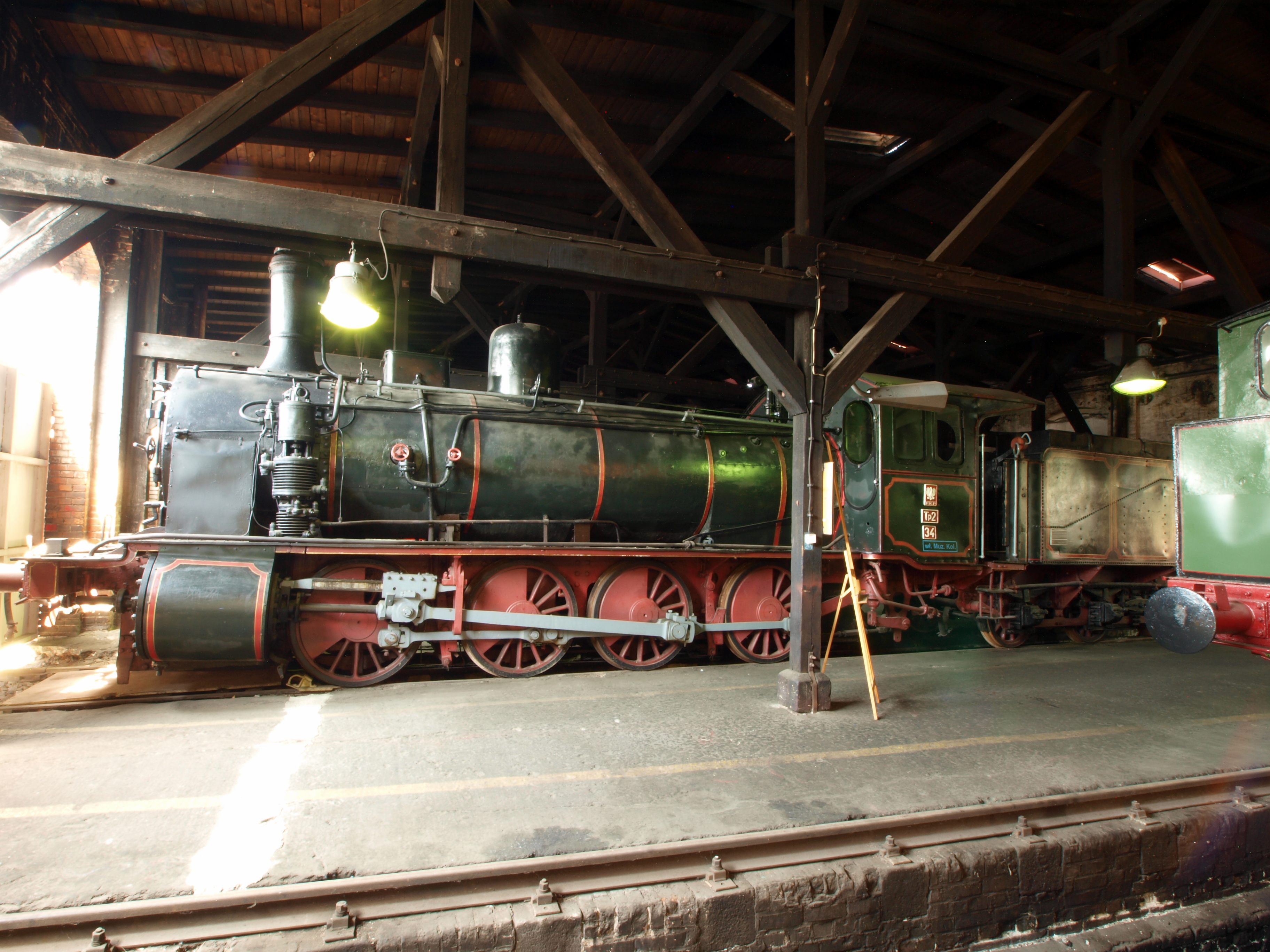
Lokomotiva Tp2

Tp2 je polská parní lokomotiva, vyráběná v letech 1896 až 1911 v továrně Henschel v Kassel. Lokomotivy tohoto typu byly používány především k přepravě zboží při výrobě a zpracování uhlí. Bylo vyrobeno asi 1652 kusů.